# Myjailo Podolyak
Myjailo Myjáilovych Podolyak (en ucraniano: Михайло Михайлович Подоляк; Leópolis, Unión Soviética, 16 de febrero de 1972) es un político, periodista y negociador ucraniano, que se desempeña como asesor del jefe de la Oficina del Presidente de Ucrania. En 2022, se convirtió en uno de los representantes de Ucrania en las negociaciones de paz entre Rusia y Ucrania durante la invasión rusa de Ucrania en 2022.

## Primeros años
Podolyak nació en 1972 en Leópolis en esa época situada en la RSS de Ucrania y pasó su infancia en Leópolis y Novovolynsk. Entre 1989 y 2004, Podolyak vivió y trabajó en Bielorrusia y Se graduó en el Instituto Médico de Minsk.

## Carrera periodista

### En Bielorrusia
En la década de 1990, trabajó como periodista para varios periódicos, incluidos Narodnaja Vola y Belorusskaya Delovaya Gazeta,  así como para un periódico afiliado al político prorruso Sergei Gaidukevich. Podolyak fue criticado por miembros de la oposición democrática bielorrusa por una publicación que desacreditaba al excandidato presidencial de la oposición, Aleksandr Milinkevich. 
En 2004, fue editor en jefe adjunto del periódico de oposición bielorruso Vremya. En junio de 2004, agentes del KGB bielorruso fueron a su casa y le dieron media hora para recoger sus cosas. Las autoridades bielorrusas le acusaron de que sus actividades «contradicen los intereses de la seguridad del Estado» y de que los materiales contienen «invenciones difamatorias sobre la situación real del país, instigando a la desestabilización de la situación política en Bielorrusia».

### En Ucrania
En 2005, era el editor jefe de Ukrainska Hazeta. En junio, el periódico publicó su artículo «La última cena»: que trataba del envenenamiento en 2004 del entonces candidato presidencial Víktor Yúshchenko. El material era una investigación periodística presentada en forma artística.
En él, Podolyak, basándose en sus propias fuentes, sugería que personas cercanas a Yushchenko estaban detrás del envenenamiento de David Zhvania, jefe adjunto de la sede de la coalición política de Conservadurismo liberal Bloque Nuestra Ucrania-Autodefensa Popular de Yushchenko, y Yevhen Chervonenko, ministro de Transportes y Comunicaciones, miembro del partido de Yushchenko. 
Posteriormente, los investigadores del Servicio de Seguridad de Ucrania (SBU, dirigido entonces por Olexandr Turtchynov ), fueron a la redacción para averiguar si todavía se publicarían en el periódico materiales similares sobre el envenenamiento de Yushchenko. Además, la Fiscalía General citó a Podolyak para ser interrogado como testigo en el caso de envenenamiento. Según el propio Podolyak, durante las 4 horas del interrogatorio le preguntaron principalmente sobre las fuentes de información, que se negó a revelar. Los funcionarios encargados de hacer cumplir la ley también intentaron averiguar quién pagó por la publicación de dicho artículo. Podolyak afirma que no había ningún contratista, pero debido a la presión la publicación no pudo publicar la segunda parte de la investigación.
En 2006, comenzó a trabajar como trabajador autónomo o freelancer en la publicación ucraniana de Internet Obozrevatel . Al mismo tiempo, se convirtió en asesor del propietario de la publicación, presidente del Comité Estatal de Política Regulatoria y Emprendimiento, Mykhailo Brodskyy. En diciembre de 2011,se convirtió en editor jefe de Obozrevatel.

## Carrera política
En abril de 2020, se convirtió en asesor del jefe de la Oficina del Presidente de Ucrania, Andrey Yermak, y en «gerente anticrisis» de la Oficina. Controla toda la política de información de la Oficina del Presidente y asesora directamente a Volodímir Zelenski. Además, prepara a los ministros del gobierno ucraniano para las retransmisiones en los medios de comunicación, de modo que sus tesis estén coordinadas con los contenidos promovidos por el presidente.

#### 2022
El 25 de febrero, cuando había comenzado la invasión rusa de Ucrania, Podolyak y el primer ministro Denís Shmihal informaron a los medios de comunicación.
En los primeros días, las fuerzas armadas rusas no lograron avanzar significativamente en el territorio de Ucrania debido a las defensas ucranianas. El 26 de febrero, la Oficina del Presidente de Ucrania alegó que el avance de los rusos se había detenido debido a “enormes pérdidas” supuestamente infligidas por el ejército ucraniano.
El 28 de febrero tuvo lugar en el territorio de Bielorrusia la primera ronda de negociaciones entre Ucrania y Rusia. Podolyak, como parte de la delegación ucraniana, participó en esta y en las siguientes rondas de reuniones y se convirtió en el principal orador de Ucrania durante las negociaciones. Al mismo tiempo, según él, las exigencias claves e intransigentes para Ucrania son: un alto el fuego, la retirada de las tropas rusas a las posiciones que ocupaban antes del 24 de febrero y garantías de seguridad.
“Nuestra posición en las negociaciones es bastante específica: garantías de seguridad legalmente verificadas; alto el fuego; retirada de las tropas rusas. Esto sólo es posible con un diálogo directo entre los jefes de Ucrania y la Federación Rusa”. —dijo Podolyak en una entrevista con PBS—.«Hay algunas concesiones que definitivamente no vamos a hacer», además afirmó que «No podemos ceder ningún territorio».
Después del descubrimiento de crímenes de guerra rusos en Bucha en abril de 2022, a Podolyak le preocupaba que el hecho complicara las conversaciones sobre un alto el fuego con Rusia.
El 22 de mayo de 2022, después de que Rusia capturara la acería de Azovstal y tomara el control total de Mariúpol, Podolyak descartó conversaciones de alto el fuego con Rusia y no aceptó ningún acuerdo que cediera territorios a Rusia. Alrededor de 20.000 personas fueron asesinadas en Mariupol desde que comenzó la invasión rusa.
El 9 de junio de 2022, declaró a la BBC «que cada día mueren entre 100 y 200 soldados ucranianos en la línea del frente». El 17 de junio de 2022, fue entrevistado por France 24 tras la visita de Emmanuel Macron, Olaf Scholz, Mario Draghi y Klaus Iohannis a Kiev e Irpín, un día después de la visita. Destacó que Ucrania podría ganar la guerra en tres a seis meses si obtuviera armas pesadas.
El 9 de agosto de 2022, dijo a la BBC: «En resumen, en mi opinión, es imposible [volver al comunicado de Estambul de marzo de 2022]. El trasfondo emocional en Ucrania ha cambiado muchísimo. Hemos visto demasiados crímenes de guerra. La sociedad ucraniana probablemente no estará de acuerdo porque entenderá que si Rusia no tiene ninguna responsabilidad por estos crímenes, estos crímenes continuarán de una forma u otra en el territorio de Ucrania. Por lo tanto, el comunicado propuesto en Estambul debería ser mejorado». El mismo día dijo que había deducido la estrategia putinita de negociación en tiempos de guerra. El 10 de agosto de 2022, el diario español El País obtuvo un comentario en una entrevista de Podolyak de que si queda un solo punto de conflicto con Rusia, será una guerra inconclusa.
En una entrevista en profundidad del 16 de agosto de 2022 con The Guardian, Podolyak dijo que el objetivo actual de los ucranianos era "crear caos con las fuerzas rusas", apuntando específicamente a las líneas de suministro y Crimea. Según él, «no había perspectivas de que Rusia negociara seriamente hasta que sufriera una derrota en el campo de batalla». Añadió que las tácticas de los oponentes eran diferentes: «una contraofensiva ucraniana se ve muy diferente. No utilizamos las tácticas de los años 60 y 70, del siglo pasado". Más bien, "al atacar las líneas de suministro de los invasores en lo profundo de los territorios ocupados... [la] estrategia es destruir la logística, las líneas de suministro y los depósitos de municiones y otros objetos de la infraestructura militar».
El 19 de agosto, una fuente ucraniana citó a Podolyak de la siguiente manera: «Las negociaciones con Rusia son un juego de ruleta rusa con el cilindro lleno y un final fatal para todos. Esto es una continuación de la guerra, el terror y el chantaje criminal».
En agosto de 2022, cuando Wizz Air, con sede en Hungría, anunció que reiniciaría los vuelos entre Moscú y Abu Dabi en medio de la invasión rusa de su vecino,
Podolyak tuiteó: "Los cínicos de Wizz Air decidieron que la sangre de los ucranianos no huele, pero los rublos rusos de los vuelos a Moscú huelen bien. Pronto se dieron cuenta de que apoyar a los bárbaros no se trata de ganancias, sino de reputación destruida."
El 24 de agosto de 2022, Ucrania celebró su trigésimo primer aniversario y el sexto mes desde el comienzo de la invasión. Podolyak rechazó un mensaje de "felicitación" de Alexander Lukashenko, presidente de Bielorrusia.
Podolyak calificó el mensaje de Lukashenko de cínico y falso dada la fuerte participación de Bielorrusia en los ataques a Ucrania, y afirmó que "esta payasada empapada de sangre está registrada y tendrá consecuencias". 

#### 2023
En marzo de 2023, rechazó el plan de paz chino, diciendo que "Uno de los puntos habla de la inviolabilidad de la soberanía y la integridad territorial, y el otro de la necesidad de un alto el fuego inmediato, lo que significa la transferencia de los territorios ocupados a Rusia: pero esto es una contradicción absoluta."
El 5 de abril de 2023, Podolyak declaró que Ucrania debería "cerrar completamente todo lo relacionado con el espacio cultural ruso" en Crimea y abogó por expulsar "al mundo ruso de allí en su totalidad", incluidas las tropas rusas y "muchas personas [arrastradas] desde el Federación Rusa a Crimea, quienes obtuvieron ilegalmente nuestras propiedades", llamándolos "gánsteres", "criminales" y "ejércitos y administraciones ocupantes".
En junio de 2023, Podolyak fue criticado por llamar a los líderes africanos "incompetentes" y decirles que "se mantuvieran al margen de los asuntos europeos" después de que una delegación de líderes africanos encabezada por el presidente sudafricano Cyril Ramaphosa se reuniera con el presidente ucraniano Volodímir Zelenski en Kiev y el presidente ruso Vladímir Putin en San Petersburgo.
En julio de 2023, cuando la ucraniana cuatro veces campeona mundial de sable individual Olga Kharlan fue descalificada en el Campeonato Mundial de Esgrima por no estrechar la mano de su oponente ruso derrotado, aunque Kharlan en su lugar ofreció un golpe de espadas en reconocimiento, Podolyak expresó su apoyo a Kharlan. 
Calificó la decisión de la Federación Internacional de Esgrima (FIE) como "absolutamente vergonzosa" y publicó una foto en su cuenta de Twitter que parecía mostrar al esgrimista ruso sonriendo y haciendo el signo de la victoria con un soldado ruso, escribiendo: "La foto muestra... la esgrimista rusa... Como se puede ver, ella admira abiertamente al ejército ruso... La [FIE] descalificó al representante ucraniano por no estrechar la mano del ruso."
El 13 de septiembre de 2023, Podolyak fue criticado por una declaración en la que afirmaba: "¿Qué les pasa a India, China, Turquía, etc.? El problema es que no están analizando las consecuencias de sus pasos, estos países tienen un potencial intelectual débil, Desafortunadamente. Sí, invierten en ciencia. Sí, India ha lanzado un vehículo lunar actualmente y ahora está caminando sobre la superficie de la Luna, pero eso no indica que este país comprenda completamente de qué se trata el mundo moderno". La embajada de Ucrania en Delhi declaró que era su opinión personal, mientras que Podolyak acusó a los medios de propaganda rusos de sacarla de contexto para distorsionar el significado.

## Premios y honores
- Cruz de Comandante de la Orden del Gran Duque de Lituania Gediminas (Lituania, 2023) [39]
- En diciembre de 2020, Podolyak ocupaba el tercer lugar en el ranking de los 100 ucranianos más influyentes según la revista Focus.[40]